# Recordes do Sport Club Corinthians Paulista
Aqui segue uma lista com os grandes feitos do Corinthians em toda a sua história.

## Maiores vitórias[1]
- Maior vitória na Copa do Mundo de Clubes da FIFA: Corinthians 2 a 0 Raja Casablanca  (5 de janeiro de 2000) e Corinthians 2 a 0 Al Nassr  (10 de janeiro de 2000).

- Maior vitória na Copa Rio (Internacional): Corinthians 6 a 0 Libertad  (17 de julho de 1952).

- Maior vitória na Pequena Taça do Mundo: Corinthians 3 a 1 Roma  (2 de agosto de 1953).

- Maior vitória na Copa Libertadores: Corinthians 8 a 2 Cerro Porteño  (10 de março de 1999).

- Maior vitória na Copa Sul-Americana: Corinthians 7 a 2 Deportivo Lara (17 de maio de 2018)

- Maior vitória na Recopa Sul-Americana: Corinthians 2 a 0 São Paulo (17 de julho de 2013)

- Maior vitória na Copa Mercosul: Corinthians 4 a 1 Grêmio (16 de setembro de 1999)

- Maior vitória no Campeonato Brasileiro: Corinthians 10 a 1 Tiradentes (9 de fevereiro de 1983) [2]

- Maior vitória no Torneio Roberto Gomes Pedrosa: Corinthians 4 a 1 Bangu (16 de abril de 1967).

- Maior vitória na Copa do Brasil: Corinthians 8 a 1 Flamengo-PI (2 de maio de 2001).

- Maior vitória na Supercopa do Brasil: Corinthians 1 a 0 Flamengo (27 de janeiro de 1991).

- Maior vitória no Torneio Rio-São Paulo: Corinthians 6 a 0 Flamengo (3 de março de 1953).

- Maior vitória no Campeonato Paulista: Corinthians 12 a 2 Internacional-SP (23 de outubro de 1921).

- Maior vitória em Amistosos Internacionais:  Corinthians 10 a 1 Sel. Halmstad/Hamlia (Suécia) (8 de junho de 1952).

- Maior vitória em Amistosos Nacionais: Corinthians 11 a 2 Atlético Mineiro (12 de outubro de 1929).

### Maiores vitórias nos clássicos
- Maior vitória contra o Palmeiras: Corinthians 5 a 1 Palmeiras (27 de agosto de 1952) e Corinthians 5 a 1 Palmeiras (1 de agosto de 1982).

- Maior vitória contra a Portuguesa: Corinthians 10 a 1 Portuguesa (2 de janeiro de 1921).[3]

- Maior vitória contra o São Paulo: Corinthians 6 a 1 São Paulo (23 de Novembro de 2015), Corinthians 5 a 0 São Paulo (10 de março de 1996) e Corinthians 5 a 0 São Paulo (26 de junho de 2011).

- Maior vitória contra o Santos: Corinthians 11 a 0 Santos (11 de julho de 1920).[3]

- Maior vitória contra a Ponte Preta: Corinthians 6 a 1 Ponte Preta (26 de setembro de 1954).[4]

- Maior vitória contra o Flamengo: Corinthians 6 a 0 Flamengo (3 de março de 1953).

- Maior vitória contra o Fluminense: Corinthians 5 a 0 Fluminense (13 de janeiro de 2021).

- Maior vitória contra o Botafogo: Corinthians 5 a 0 Botafogo (6 de fevereiro de 1949).

- Maior vitória contra o Vasco: Corinthians 5 a 0 Vasco (31 de maio de 1995).[5]

- Maior vitória contra o Atlético/MG: Corinthians 11 a 2 Atlético/MG (12 de outubro de 1929).

- Maior vitória contra o Cruzeiro: Corinthians 6 x 3 Palestra Itália (Cruzeiro) (1 de novembro de 1940).

- Maior vitória contra o Grêmio: Corinthians 5 x 0 Grêmio (14 de maio de 1980).

- Maior vitória contra o Internacional: Corinthians 4 a 1 Internacional (1947).[6]

## Treinadores com mais jogos
Treinadores que mais vezes comandaram o Corinthians.
* Atualizado em 28 de março de 2024.

## Jogadores que mais atuaram
Bom Última atualização: 27 de julho de 2025.
Esta é a lista dos jogadores que mais vezes atuaram com a camisa do Corinthians com, no mínimo, 300 jogos. Em negrito, os futebolistas que ainda jogam pelo Corinthians.

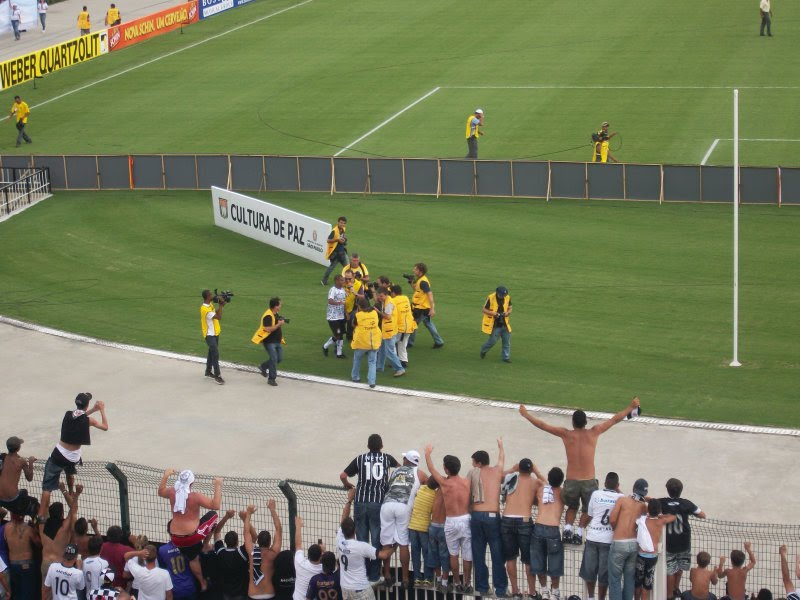
Marcelinho Carioca fez seu jogo de número 433 e de despedida em 2010, em um amistoso contra o Huracán

### Estrangeiros
Número de jogos dos estrangeiros que jogaram pelo Corinthians. 
Em negrito, os futebolistas que ainda jogam pelo Corinthians.
* Atualizado em 27 de julho de 2025.

## Jogadores com mais gols
Última atualização: 27 de julho de 2025.
Esta é a lista dos maiores artilheiros da história do Corinthians com, no mínimo, 50 gols. Em negrito, os futebolistas que ainda jogam pelo Corinthians.
     os melhores, em cada critério, dentro desta lista.
- Maior número de gols em uma única partida (6 gols): Zuza (Corinthians 10 a 1 Sírio em 21 de maio de 1933) [11]

## Sequência (Jogos)[12]
- Maior sequência de vitórias: 34 partidas (futebol feminino), em 2019
- Maior sequência de derrotas: 10 partidas, em 2000
- Maior sequência invicta: 47 partidas (feminino) (44 vitórias e 3 empates), em 2019/20
- Maior sequência sem vencer: 15 partidas (3 empates e 12 derrotas), entre 2000 e 2001

### Maiores séries invictas
* Atualizado em 15 de fevereiro de 2020.

## Dream teamdo Corinthians
| 1º Dream Team do Corinthians (1) |                  |
| Pos.                             | Jogador          |
| G                                | Cassio           |
| D                                | Zé Maria         |
| Z                                | Domingos da Guia |
| Z                                | Gamarra          |
| E                                | Wladimir         |
| M                                | Rincón           |
| M                                | Sócrates         |
| M                                | Marcelinho       |
| A                                | Luizinho         |
| A                                | Baltazar         |
| A                                | Cláudio          |

| 2º Dream Team do Corinthians (2) |               |
| Pos.                             | Jogador       |
| G                                | Dida          |
| D                                | Alessandro    |
| Z                                | Marcelo Djian |
| Z                                | Chicão        |
| E                                | Fabio Santos  |
| M                                | Biro Biro     |
| M                                | Vampeta       |
| M                                | Neto          |
| M                                | Rivellino     |
| A                                | Neco          |
| A                                | Luizão        |

| 3º Dream Team do Corinthians (3) |                |
| Pos.                             | Jogador        |
| G                                | Ronaldo        |
| D                                | Fagner         |
| Z                                | Fabio Luciano  |
| Z                                | Goiano         |
| E                                | Roberto Carlos |
| M                                | Idário         |
| M                                | Paulinho       |
| M                                | Zenon          |
| M                                | Danilo         |
| A                                | Teleco         |
| A                                | Ronaldo        |

(1) Revista Placar, edição 645, 1982.
(2) Revista Placar, 1994.
(3) Revista Placar, 2006.